# 切塔泰鄉 (比斯特里察-訥瑟烏德縣)
47°06′35″N 24°37′34″E / 47.1097°N 24.6261°E
切塔泰鄉（羅馬尼亞語：Comuna Cetate, Bistrița-Năsăud），是羅馬尼亞的鄉份，位於該國西北部，由比斯特里察-訥瑟烏德縣負責管轄，面積67平方公里，海拔高度423米，2007年人口2,577，人口密度每平方公里39人。